# Вербилово (Псковська область)
Вербилово (рос. Вербилово) — присілок в Пустошкинському районі Псковської області Російської Федерації.
Населення становить 252 особи. Входить до складу муніципального утворення Алольська волость.

## Історія
Від 2015 року входить до складу муніципального утворення Алольська волость.

## Населення
| 2002 | 2010 |
| ---- | ---- |
| 355  | ↘252 |